# Guerra civil romana (413)
La guerra civil romana del año 413 fue un conflicto bélico que enfrentó a Heracliano —comes Africae—  contra Flavio Constancio  —el magister militum del Imperio romano de Occidente— por el control del gobierno de Honorio.
Se gestó por la inquietud de Heracliano ante la creciente influencia de Flavio Constancio —un antiguo seguidor de Estilicón— dentro del gobierno imperial. Heracliano había sido el autor material de la ejecución del general y temió correr la misma suerte que el instigador de la misma: su protector Olimpio, quien había sido ejecutado a garrotazos. El estallido se produjo en la primavera de 413 cuando el gobierno imperial ordenó que se enviasen cereales desde África a los visigodos como pago por haber acabado estos con la usurpación de Jovino. Heracliano se negó a obedecer y en su lugar, se dirigió con el ejército africano a Italia con la intención de hacerse con el control del emperador y su gobierno. Aprovechó, para ello, la oportunidad que le ofrecía la situación del ejército italiano que, en ese momento, se hallaba junto a los Alpes para evitar que los visigodos pudiesen volver a entrar en la península.
Las únicas tropas disponibles para el gobierno eran las que protegían la capital, Rávena. Marino se dirigió con ellas hacia el sur para enfrentarse al rebelde y consiguió tenderle una emboscada en Otricoli donde masacró a su ejército. Heracliano pudo huir a África pero fue pronto localizado y asesinado.
A diferencia de Constantino de Britania, Prisco Átalo o Jovino, Heracliano no se declaró emperador ni buscó reemplazar a Honorio, sino que su objetivo era eliminar la influencia de Flavio Constancio en el gobierno imperial y convertirse él en el poder en la sombra.

## Antecedentes

### El ascenso de Heracliano
En agosto de 408, Estilicón —el magister militum del Imperio romano de Occidente— fue ejecutado por orden de Honorio a quien Olimpio —el magister officiorum del gobierno imperial— había conseguido convencer de que el general conspiraba para poner a su hijo Euquerio como emperador oriental. El autor material de su muerte fue un oficial de rango medio llamado Heracliano.
Olimpio se convirtió, entonces, en la figura dominante del gobierno y procedió a purgar la Administración y el ejército de seguidores de Estilicón. Entre ellos se encontraba Batanario, cuñado del general, que ocupaba el cargo de comes Africae y a quién se ejecutó al poco tiempo para sustituirlo por Heracliano que fue recompensado, así, por su fidelidad.
El devenir del Imperio con Olimpio como hombre fuerte empeoró porque Alarico y sus visigodos invadieron Italia a la vez que el gobierno de Rávena perdió el control de la prefectura de las Galias a manos del usurpador Constantino de Britania y los invasores del Rin. Para finales de 409, Alarico hizo nombrar a Prisco Átalo en Roma como emperador alternativo y ambos se dirigieron con el ejército a Rávena para deponer a Honorio, a la vez que enviaron a Constante con un pequeño grupo de tropas a África para convencer a Heracliano que se uniese a su bando o eliminarlo si no lo hacía. De esta manera, para la primavera de 410, Honorio alcanzó el momento más crítico de su gobierno y llegó a preparar su huida a Constantinopla en caso de que se perdiese el control de las provincias africanas. Esto no ocurrió, finalmente, porque Heracliano se mantuvo fiel al emperador: consiguió rechazar el intento del usurpador para controlar África y cortó el suministro de cereales a Roma mientras que los envió, junto a importantes sumas de dinero a Rávena, lo que llevó al fracaso del gobierno de Átalo y a su deposición por Alarico.

### El ascenso de Flavio Constancio
Poco se conoce de la carrera de Flavio Constancio antes de ascender a magister militum del ejército occidental pero se acepta que fue uno de los seguidores de Estilicón. Tras la ejecución de este —en 408— consiguió esquivar las purgas contra aquellos miembros de la Administración y el ejército cercanos al general hasta que la desastrosa gestión de la guerra contra Alarico y el usurpador Constantino de Britania llevó a que el gobierno imperial lo pusiera al frente del ejército tras el saqueo de Roma por los visigodos en 410. Una de sus primeras acciones fue conseguir la ejecución de Olimpio —el instigador de la caída de Estilicón— a quien se le cortaron las orejas y fue muerto a garrotazos en presencia de Honorio.
Flavio Constancio consiguió reorganizar el ejército italiano y con una exitosa campaña en la primavera de 411 derrotó sucesivamente a Geroncio y Constantino de Britania lo que dio la victoria a Honorio en la guerra civil que había desangrado al imperio desde el año 407. No pudo, sin embargo, afirmar el control imperial de la Galia ya que tuvo que volver con el ejército a Rávena para defenderla de un posible ataque de los visigodos y esto dio ocasión a que estas diócesis se perdieran a manos de un nuevo usurpador: Jovino.
Los visigodos, dirigidos por Ataúlfo, optaron por abandonar Italia y pasar a la Galia en la primavera de 412 para unirse a Jovino a quién esperaban manejar como una marioneta. Flavio Constancio aprovechó, entonces, la ocasión y se dirigió con el ejército al pie de los Alpes para evitar que los visigodos volviesen a entrar en Italia. Desde allí pudo, además, seguir la evolución de los acontecimientos a la espera de una ocasión propicia para intervenir.

## Desarrollo

Facciones dentro del Imperio romano en el año 413 y movimientos de la guerra civil. Heracliano invadió Italia para acabar con la influencia de Flavio Constancio dentro del gobierno.
Zonas de control:
Honorio
Jovino
Heracliano
Britanorromanos
Bagaudas
Burgundios
Visigodos
Alanos, suevos y vándalos

### Estallido: la rebelión de Heracliano
Heracliano vio con preocupación el ascenso de Flavio Constancio quien procedió a situar a sus seguidores en puestos clave de la Administración y el ejército. La ejecución de Olimpio en 410 hizo que perdiese a su principal valedor dentro del gobierno imperial y le infundió temores de que él mismo corriese la misma suerte antes o después. Un decreto emitido por Honorio en 412 que autorizaba a Flavio Constancio a intervenir en la diócesis de África no hizo sino aumentar su preocupación.
Con la usurpación de Jovino en pleno apogeo, el emperador intentó calmar a Heracliano y le nombró cónsul para el año 413, un honor que, hasta entonces, nunca había recibido un militar romano que no tuviese el cargo de magister militum. De poco sirvió ya que, cuando Flavio Constancio llegó a un acuerdo con los visigodos para suministrarles cereal a cambio de que acabasen con Jovino, el comes Africae se rebeló abiertamente y cortó los envíos desde África en primavera de 413 de tal manera que imposibilitó su cumplimiento.

### Invasión de Italia por Heracliano
Heracliano decidió atacar primero y aprovechar, así, que Flavio Constancio y todas las tropas italianas se encontraban en los Alpes para contener a los visigodos. Tomó el ejército de campo situado en África que, según la Notitia dignitatum, se componía de 19 unidades de caballería (unos 9500 hombres) y 12 de infantería (unos 11 500 hombres); además, lo tuvo que reforzar con unidades del ejército fronterizo al mando del dux provinciae Tripolitanae y del dux Mauretaniae. Formó una gran flota —Orosio habla de 3700 naves— y con ella llevó el grano y su ejército a Italia. Desembarcó en Ostia y se dirigió a Roma donde alivió su escasez de alimentos, aunque no tuvo éxito en ganar para su causa al senado quien prefirió esperar acontecimientos antes de respaldarlo abiertamente. Abandonó, entonces, la ciudad y se dirigió rápidamente hacia el norte por la Vía Flaminia al mando de su ejército para llegar hasta Rávena con el objetivo de hacerse con el control del gobierno imperial y de la persona del emperador, de tal manera que se convirtiese en el poder en la sombra.
Heracliano fue declarado enemigo público por Honorio y se ordenó a los habitantes de Italia que denunciasen a cualquier seguidor suyo que encontrasen. La defensa militar, sin embargo, no era fácil ya que las únicas tropas disponibles en Italia en ese momento eran aquellas que protegían al emperador y el gobierno: los scholae palatinae —unos 2500 hombres— y los protectores domestici. El número de efectivos era sustancialmente menor que el ejército africano pero se trataba de soldados de élite y con ellos, Marino —el comes domesticorum— marchó hacia el sur para enfrentarse con los rebeldes. Evitó presentar batalla en campo abierto y consiguió tenderles una emboscada en Otricoli donde los derrotó completamente —Hidacio habla de 50 000 bajas entre ambos ejércitos—.

### Final de Heracliano
El rebelde consiguió huir sin ser capturado y llegar hasta Ostia donde tomó un barco y viajó de vuelta a África. El gobierno imperial confiscó todas sus propiedades y envió a varios agentes detrás de él que consiguieron localizarlo y asesinarlo en el templo de la Memoria en Cartago, probablemente, en julio de ese año 413. Marino llegó detrás, ya nombrado comes Africae y procedió a perseguir y ejecutar al mayor número posible de seguidores de Heracliano con un celo tal que acabó siendo destituido debido a sus excesos.

## Consecuencias y acontecimientos posteriores
El fracaso de Heracliano tuvo, como primera consecuencia, el refuerzo de la posición de Flavio Constancio como hombre fuerte del Imperio occidental. Fue nombrado cónsul para el siguiente año 414 y se le entregó el patrimonio que había pertenecido al rebelde. Su carrera progresó y para el año 417 se había casado con Gala Placidia, la hermana de Honorio. Cuatro años más tarde —en 421— fue elevado a emperador y compartió el gobierno con Honorio. Militarmente, la guerra supuso la pérdida de una gran parte del ejército de campo en África lo que unido a las bajas sufridas en las invasiones bárbaras y la guerra contra Constantino de Britania, hicieron que sus efectivos se redujesen a la mitad de los que contaba antes de iniciarse la crisis en el año 407.
Este tipo de guerra civil, en el que militares importantes luchaban entre sí por dominar el gobierno imperial, se repitió años más tarde cuando Aecio, Félix y Bonifacio se disputaron el dominio del gobierno del joven emperador Valentiniano III, a la sazón, hijo de Flavio Constancio.